# Nuevo Centro Político - Girchi
Nuevo Centro Político - Girchi (en georgiano: ახალი პოლიტიკური ცენტრი – გირჩი), o simplemente Girchi, es un partido político libertario de Georgia fundado en 2016 por miembros disidentes del Movimiento Nacional Unido como Zurab Yaparidze e Iago Jvichia. En 2020, Yaparidze abandonó el partido para posteriormente crear Girchi-Más Libertad.

## Ideología
Girchi es un defensor del libre mercado y de un gobierno pequeño. Además, el partido está en contra de la mayoría de las formas de impuestos y regulaciones. A pesar de que comúnmente se lo clasifica como un partido de derechas, apoya políticas como la liberalización de las drogas, la legalización del trabajo sexual y la abolición del servicio militar obligatorio. Sin embargo, está a favor de otras cuestiones sociales tradicionalmente más conservadoras, como el derecho a poseer armas y la libertad de expresión sin restricciones, y ha llamado al "wokeismo" un "tipo moderno de comunismo".
Se ha dicho que Girchi es un "partido de derechas basado en la juventud" con una estrategia política poco convencional dirigida a los jóvenes. El partido ha aparecido a menudo en los titulares por su activismo extravagante, que ha incluido el establecimiento de una iglesia satírica para ayudar a los jóvenes a evitar el servicio militar obligatorio, miembros del partido bajándose los pantalones frente a las fuerzas militares rusas y abriendo un burdel en su sede. Se han llevado varios casos a los tribunales, que llevaron a la legalización total de la marihuana en Georgia, tanto para fines recreativos como médicos, al tiempo que se mantenían restricciones a su comercio.

## Historia

### Primeros años (2015-2020)

#### Fundación

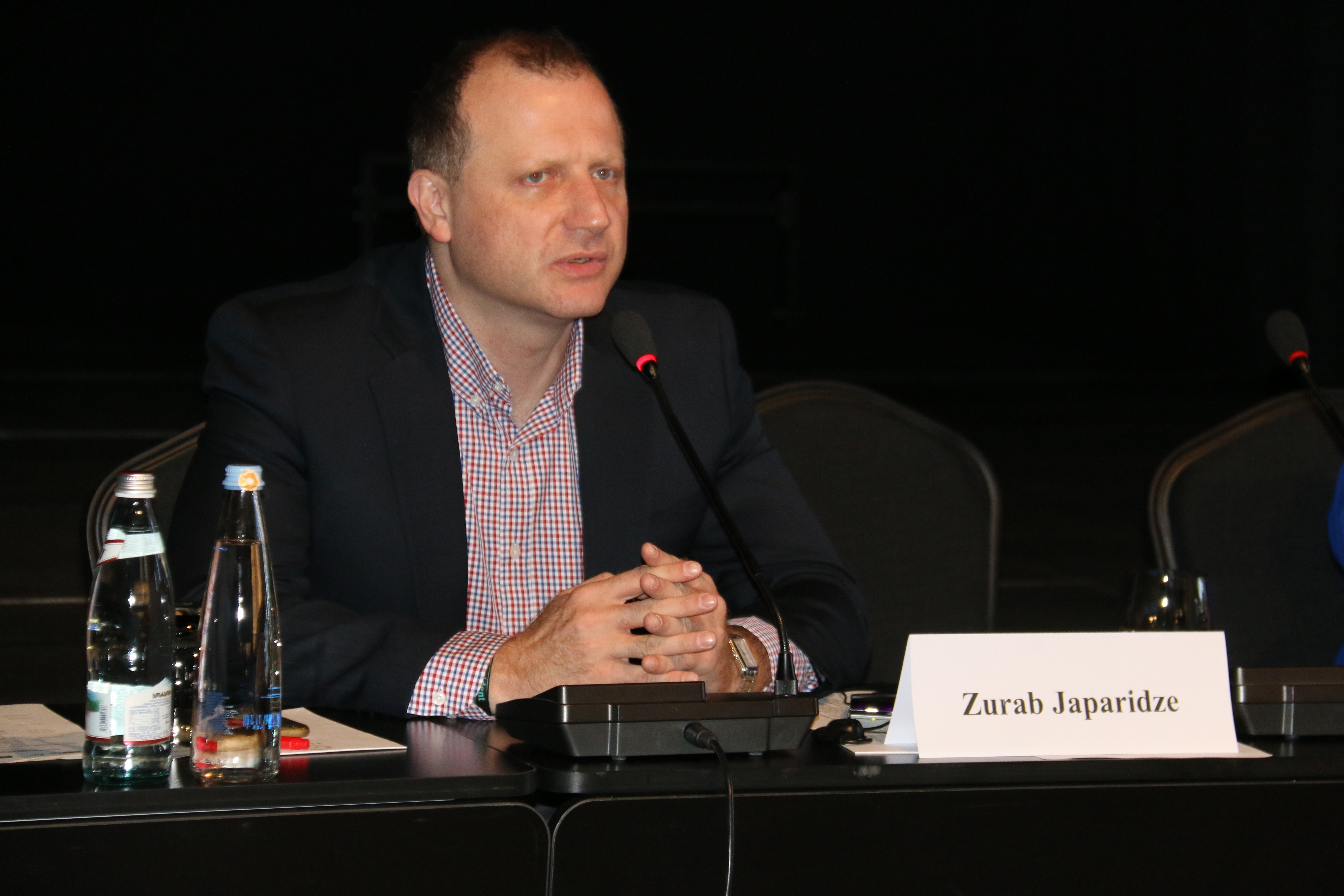
Zurab Japaridze, the founder and the leader of Girchi from 2015 to 2020

Los orígenes de Girchi se remontan a mayo de 2015, cuando cuatro miembros del Parlamento, Zurab Yaparidze, Goga Jachidze, Pavle Kublashvili y Giorgi Meladze, abandonaron el partido Movimiento Nacional Unido para establecer un "nuevo centro político". Yaparidze (que hasta su salida se desempeñó como Secretario Ejecutivo del MNU) criticó al partido por "no renovarse", insinuando la continua influencia del expresidente Míjeil Saakashvili en los asuntos internos de la organización. La salida de Yaparidze fue vista como la primera vez que un miembro de alto perfil del partido renunciaba.
El primer presidente del partido fue Zurab Yaparidze. Girchi abrió su primera oficina en Kutaisi (donde se situaba el parlamento de Georgia) el 5 de noviembre de 2015 y se fundó oficialmente como partido político el 16 de abril de 2016. En los primeros meses de su creación, Girchi se convirtió en uno de los partidos mejor financiados de Georgia, superando incluso las cifras de recaudación del partido gobernante Sueño Georgiano.

#### Actividades parlamentarias
En marzo de 2016, Yaparidze propuso una enmienda a la Ley de Obligación y Servicio Militar que habría abolido el reclutamiento. Sin embargo, el proyecto de ley fracasó en los comités debido a la oposición del partido gobernante Sueño Georgiano y el Ministerio del Interior. En marzo de 2016, el diputado Goga Jachidze presentó un proyecto de ley de despenalización de la marihuana. En mayo de 2016, propuso además una serie de enmiendas al Código de Infracciones Administrativas y la Ley de Policía que prohibirían el poder discrecional de las fuerzas del orden para exigir pruebas de drogas. Sin embargo, ambos proyectos de ley fracasaron en los comités. Otra legislación propuesta en noviembre de 2016 habría derogado el artículo 45 del Código de Infracciones Administrativas, legalizando efectivamente el cannabis en Georgia, sin embargo, el proyecto de ley no fue considerado antes de que terminara el período de convocatoria. El partido votó en contra de un proyecto de ley que aumentaba el umbral para que el Tribunal Constitucional emita fallos a dos tercios del tribunal en lugar de una mayoría simple.

#### Elecciones parlamentarias de 2016
Para aumentar sus perspectivas políticas, Girchi unió fuerzas durante las elecciones parlamentarias de 2016 con otros partidos de centroderecha, incluidos Nueva Georgia y Nuevas Derechas, formando la coalición Nueva Elección. Ese bloque electoral finalmente se unió a la coalición Estado para la Gente, un bloque bien financiado liderado por la cantante de ópera Paata Burchuladze, con Yaparidze pidiendo "puntos comunes" entre los partidos políticos pro-occidentales. La plataforma de campaña del bloque se centró en la promoción de las libertades individuales y económicas y una política exterior pro-occidental.
Aunque Girchi tenía cinco de sus nominados incluidos en la lista electoral del bloque, se retiró de la coalición dos semanas antes del día de la elección y eliminó a sus nominados de la lista después de que Yaparidze acusara al bloque de "chantajear" al partido. A pesar de abstenerse de las elecciones de 2016 y perder a sus cuatro diputados, Girchi prometió mantenerse activo y luchar por su ideología. Pavle Kublashvili, uno de los diputados fundadores de Girchi, abandonó el partido y la política poco después de las elecciones.

#### Elecciones locales de 2017
En 2017, el partido propuso un referéndum nacional que se celebraría al mismo tiempo que las elecciones locales de 2017 sobre la despenalización de los estupefacientes, aunque la propuesta fue rechazada por el gobierno. Más tarde, el partido tomó la decisión de no participar en las elecciones locales, en protesta por lo que afirmó que eran presentaciones fraudulentas de firmas de petición de registro del partido por parte de otras organizaciones políticas. En un ejemplo de activismo político, el partido presentó 28.000 firmas de petición falsas, que la Comisión Electoral Central afirmó haber verificado todas en un día.

#### Elecciones presidenciales de 2018

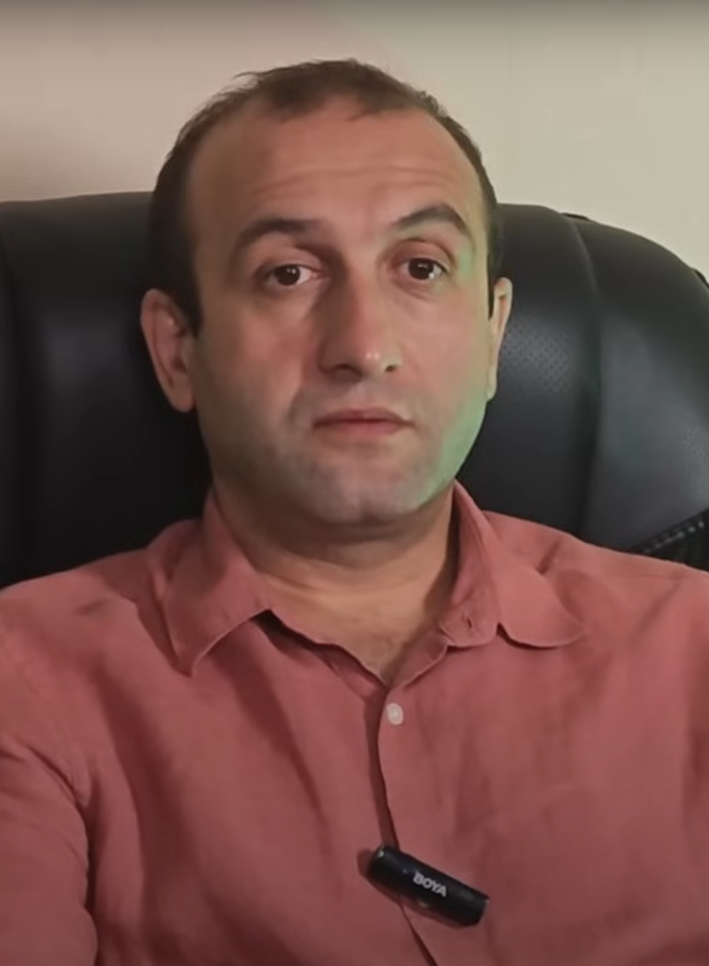
Iago Jvichia, presidente del partido desde 2018

En 2018, Zurab Yaparidze fue el candidato del partido en las elecciones presidenciales de 2018, con una plataforma que él denominó Más Libertad. Desafió a lo que llamó los "centros de poder político", incluida la Iglesia ortodoxa georgiana, el sistema bancario, el gobierno de Georgia y la oposición política. Sus promesas de campaña incluyeron duplicar el gasto en defensa para 2024, al mismo tiempo que abolía el servicio militar obligatorio, indultaba a las personas que cumplían condenas de prisión relacionadas con las drogas, transmitía reuniones ministeriales en plataformas de redes sociales y vetaba "todo proyecto de ley que limitase la libertad". En ese tiempo, el abogado libertario Iago Jvichia se convirtió en el presidente del partido.
Los esfuerzos de campaña de Yaparidze fueron notables por sus estrategias poco ortodoxas e innovadoras, muchas de las cuales se realizaron en un intento de atraer la atención de los medios. Cambió legalmente su nombre a "Zurab Girchi Yaparidze" y promocionó su campaña en el sitio web pornográfico PornHub. Su campaña rechazó donaciones monetarias y, según se informa, recaudó solo 33 GEL durante su campaña, dependiendo en gran medida de contribuciones no monetarias. La mayor parte de la campaña se centró en internet, tratando de llegar a los jóvenes a través de las plataformas de redes sociales. Días antes de la elección, Yaparidze organizó el Festival de Cannabis de Tiflis, un acto de desobediencia civil, que resultó en su arresto.
Yaparidze ganó el 2,3% de los votos y terminó en el sexto lugar entre los 25 candidatos presidenciales. Obtuvo el mejor desempeño en los barrios más ricos de Tiflis, así como entre la diáspora, mientras que tuvo dificultades en distritos con una población de mayoría minoritaria. Yaparidze se negó a respaldar ni a Salomé Zurabishvili ni a Grigol Vashadze en la segunda vuelta posterior. En la auditoría estatal postelectoral sobre la financiación del partido, Girchi se negó a presentar sus registros, argumentando que Sueño Georgiano había violado la ley electoral al liquidar la deuda privada de cientos de miles de votantes días antes de las elecciones.
Girchi nominó a Herman Szabó, un joven director de medios, para las elecciones parlamentarias especiales de 2019 en el distrito de Mtatsminda. Continuando con la desobediencia civil por la que se hizo conocido el partido, Girchi alentó a los votantes de fuera del distrito de Mtatsminda a registrarse para votar allí a pesar de las advertencias del Ministerio de Justicia. Criticando el supuesto soborno a los votantes llevado a cabo por el partido gobernante, Girchi declaró abiertamente que sobornarían a los votantes. Szabó terminaría ganando el 4,8% de los votos, por debajo del 7,1% que el partido logró en el distrito en las elecciones presidenciales del año pasado.

#### Elecciones parlamentarias de 2020
Durante la crisis política de 2019-2020, Girchi participó en negociaciones conjuntas de la oposición con el gobierno mediadas por los aliados occidentales del país. Como tal, fue parte del acuerdo del 8 de marzo de 2020 entre la oposición y el gobierno, que condujo a una reforma electoral parcial. Girchi estaba entre los 30 partidos de la oposición que formaron la "coalición electoral anti-Sueño Georgiano" para las elecciones parlamentarias de 2020, sin embargo, esa coalición era estrecha ya que solo acordaron presentar candidatos conjuntos en los ocho distritos mayoritarios de Tiflis y cada partido presentó su propia lista electoral proporcional. Zurab Yaparidze fue nominado como candidato conjunto de la oposición para el distrito de Didube-Chugureti.
Girchi lideró una campaña para convencer a otros partidos de la oposición de que firmaran varias promesas libertarias, incluidas reformas económicas, judiciales, educativas, agrarias y de aplicación de la ley. El partido se involucró en otras formas de activismo, como desafiar sin éxito las cuotas electorales basadas en el género en el Tribunal Constitucional y comprometerse a regalar coches Tesla a sus votantes. Sin embargo, el partido expresó dudas sobre la candidatura a primer ministro del expresidente Míjeil Saakashvili.
Girchi obtuvo el 2,9% de los votos en 2020, convirtiéndose en el tercer partido más popular en Tiflis y ganando cuatro escaños parlamentarios. Sin embargo, alegando fraude electoral, se negaron a reconocer los resultados y se unieron al boicot al parlamento, así como a las elecciones de segunda vuelta. A continuación, se produjeron protestas a gran escala en oposición a la victoria de Sueño Georgiano, y Yaparidze pidió abiertamente que se repitieran las elecciones.

#### Salida de Yaparidze y escisión del partido
El 4 de diciembre, Yaparidze anunció su salida del partido, una decisión que Radio Free Europe/Radio Liberty calificó de "poco sorprendente". Muchos observadores relacionaron la salida de Yaparidze con los controvertidos comentarios hechos por el presidente del partido, Jvichia, contra el procesamiento penal por posesión de pornografía infantil, aunque Yaparidze negó que esos comentarios fueran la causa de la división del partido. Más tarde, informes revelaron conflictos de larga duración dentro del partido sobre su estilo de gestión. El partido evaluaría la salida de su fundador como una "victoria contra el gobierno unipersonal de los partidos políticos en Georgia". Zurab Yaparidze crearía un nuevo partido libertario, Girchi-Más Libertad, mientras que el partido original sería dirigido por Iago Jvichia.

### Oposición parlamentaria (2020–hoy)

#### Final del boicot
A lo largo de la crisis política de 2020-2021, Girchi se destacó como una de las voces más fuertes que respaldaron las negociaciones directas con las autoridades para poner fin al boicot parlamentario de la oposición en protesta por un presunto fraude electoral, una acusación de la que el partido se distanció tras la salida de Yaparidze. Aunque en un principio se posicionó como un posible mediador entre los distintos partidos, Girchi también propuso al Sueño Georgiano un acuerdo en el que el partido pondría fin a su boicot a cambio de que el gobierno aprobara uno de sus proyectos de ley sobre reforma electoral, legalización del cannabis, sistema multidivisa, elección de escuela o descentralización de la aplicación de la ley.
El partido trató de llegar a un acuerdo con el gobierno de Sueño Georgiano para celebrar elecciones parlamentarias anticipadas si el partido gobernante recibía menos votos que toda la oposición en las elecciones locales de 2021. La propuesta fue inicialmente rechazada por la mayoría de los partidos de la oposición, pero finalmente se llegó a un acuerdo similar, negociado por el presidente del Consejo Europeo, Charles Michel, cuyo primer firmante fue Girchi. El partido entró en el parlamento el 19 de abril de 2021. Cuando el gobierno abandonó el acuerdo, Girchi permaneció en el parlamento, rechazando los llamados de otros partidos de oposición para reanudar su boicot. Además, rechazó una propuesta de Lelo por Georgia formara un gobierno de coalición de oposición en la sombra.

#### Elección locales de 2021
El 16 de mayo de 2021, Girchi estuvo entre los 15 partidos que firmaron un acuerdo para luchar contra la "discriminación y la violencia contra los ciudadanos LGBTQ con todos los mecanismos a su disposición". Sus oficinas resultaron dañadas en julio de 2021 durante los disturbios anti-LGBTQ en Tiflis organizados por grupos de extrema derecha.
Girchi no presentó candidatos a la alcaldía en las elecciones locales de 2021, ni tampoco presentó candidatos para las carreras mayoritarias, sino que presentó listas electorales para los escaños de la Asamblea Municipal asignados proporcionalmente. Los resultados del partido se desplomaron y obtuvieron solo el 0,95%, una caída del 70% con respecto a sus resultados de las elecciones parlamentarias de 2020, logrando ganar solo un escaño en la Asamblea Municipal de Abasha. Los analistas han relacionado la fuerte caída del apoyo con la división del partido, ya que la mayoría de los votantes de Girchi optaron por apoyar al partido de Zurab Yaparidze, en lugar de permanecer con Jvichia. Algunos también culpan del pobre desempeño a la falta de candidatos a la alcaldía, lo que lleva a una posible pérdida de cobertura mediática.

#### Actividades parlamentarias

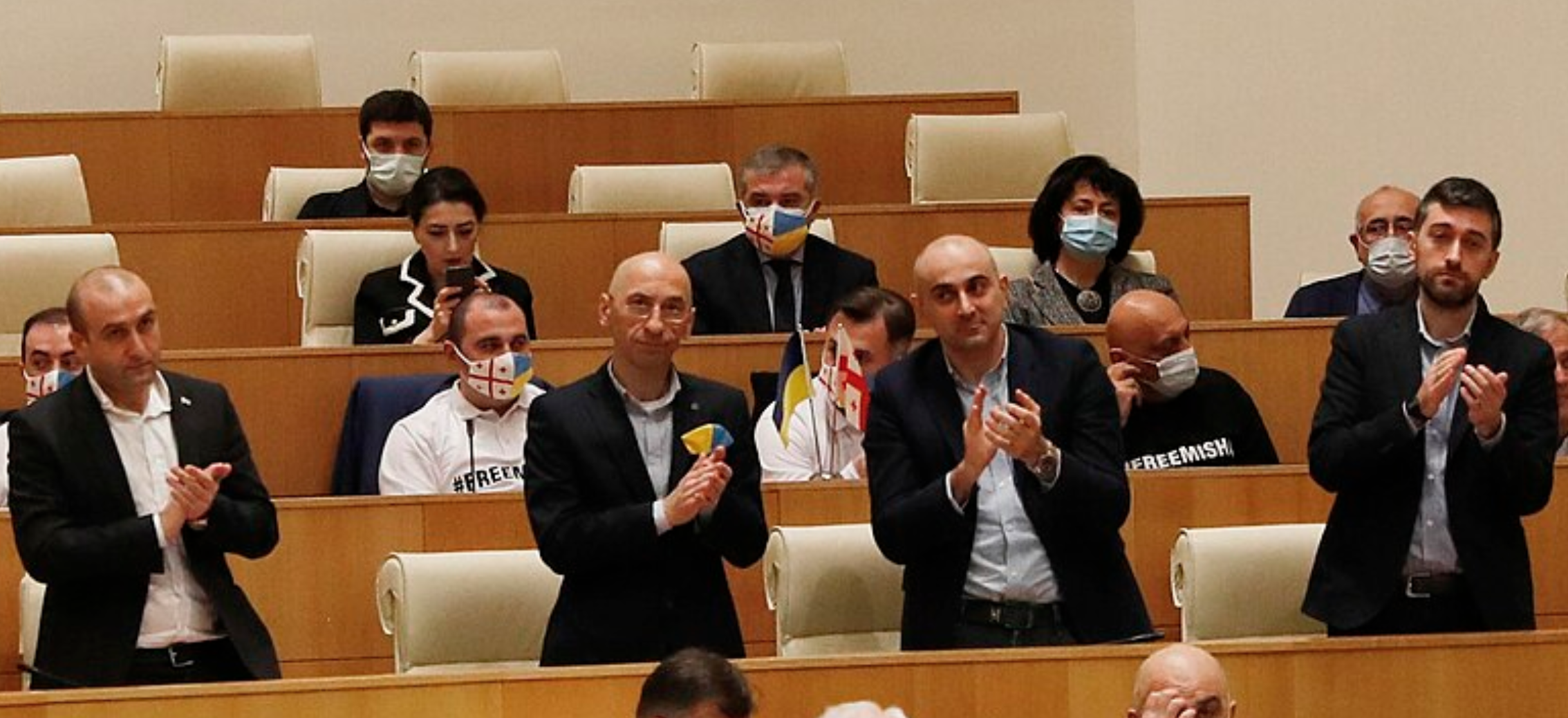
Girchi en el parlamento, de izquierda a derecha: Iago Jvichia, Vajtang Megrelishvili, Sandro Rakviashvili y Herman Szabo

Girchi ocupa actualmente cuatro escaños en el Parlamento y forma parte de la oposición. El grupo ha trabajado en gran medida por unanimidad para impulsar una legislación libertaria. Uno de los mayores éxitos del partido es la derogación de la legislación sobre cuotas de género que obligaba a los partidos a incluir mujeres en cada cuarto puesto de sus listas electorales. En noviembre de 2021, los diputados de Girchi volvieron a proponer un proyecto de ley para despenalizar la compra de cannabis. Además, han propuesto un proyecto de ley que permitiría a los veteranos jubilados, así como a los agentes del orden, poseer armas de fuego y una legislación que otorgaría una exención del impuesto sobre la propiedad a quienes ganen menos de 70.000 GEL al año.
En 2021, algunos de los diputados del partido votaron a favor de la elección de Shalva Papuashvili de SG como presidente del Parlamento. En 2022, fue uno de los pocos partidos que aceptó unirse a los grupos legislativos creados para trabajar en reformas en línea con las recomendaciones de la Comisión Europea, sin embargo, criticaron la decisión de Sueño Georgiano de excluir a algunas organizaciones no gubernamentales del proceso. El 4 de agosto de 2022, fue coautor de una declaración con el partido Ciudadanos, pidiendo la retirada de Míjeil Saakashvili de la política y el regreso de Bidzina Ivanishvili de SG como Primer Ministro. Jvichia fue elegido para el Consejo Fiscal de Georgia y ha sido un candidato fallido para el cargo de Fiscal General. Girchi ha pedido una investigación sobre el abuso de autoridad por parte del Presidente del Banco Nacional de Georgia y acciones deliberadas para perturbar la estabilidad de precios.
El 11 de marzo de 2022, Girchi votó a favor de una resolución no vinculante que apoya la solicitud de Georgia para el estatus de candidato a la UE. En abril, Vajtang Megrelishvili, como parte de una delegación parlamentaria, viajó a Ucrania y visitó un lugar de asesinato en masa de civiles y prisioneros de guerra ucranianos en Bucha, poco después de que ocurriera la masacre.
Girchi se opone al proyecto de ley sobre "agentes extranjeros" presentado por primera vez por el Poder Popular en 2023 y luego reintroducido y aprobado por el gobierno de Sueño Georgiano. Ha apoyado las protestas en su contra, sin embargo, el partido ha sido criticado por criticar constantemente la forma en que se organizaron las protestas.

#### Elecciones parlamentarias de 2024
Girchi ha elogiado la iniciativa de la presidenta Salomé Zurabishvili, la Carta de Georgia, por intentar unir a la oposición, sin embargo, la criticaron por no tener en cuenta sus opiniones y se negaron a firmarla. Además, Girchi ha descartado unirse a cualquier alianza electoral con partidos prooccidentales antes de las elecciones de 2024 y ha declarado que participarán en ellas solos. En mayo de 2024, Vajtang Megrelishvili ofreció a un movimiento de extrema derecha y antioccidental Alt-Info, cuyo partido Movimiento Conservador fue prohibido por la Administración Electoral de Georgia, presentarse en su lista, lo que rechazaron.
Girchi no ha descartado una posible coalición con Sueño Georgiano después de las elecciones, a pesar de las acusaciones de los otros partidos de la oposición e incluso del propio Girchi de que el gobierno es prorruso. Han declarado que ser prorruso tiene que ver con la legislación que alguien aprueba y que podría neutralizarse si Sueño Georgiano acepta las reformas judiciales y de privatización que ha propuesto el partido. El partido continuó diciendo que considera a Bidzina Ivanishvili, así como a todos los demás gobernantes de la Georgia posterior a la independencia, un dictador, pero que de los dictadores del país, Ivanishvili es el que más les gusta.

## Resultados electorales

### Elecciones parlamentarias
| Elección | Votos  | %    | Representantes | +/–   | Posición | Coalición | Candidato    |
| -------- | ------ | ---- | -------------- | ----- | -------- | --------- | ------------ |
| 2020     | 55.598 | 2,89 | 4/150          | Nuevo | 7.º      |           | Iago Jvichia |

### Elecciones presidenciales
| Elección | Votos  | %    | Candidato       | +/–   | Posición |
| -------- | ------ | ---- | --------------- | ----- | -------- |
| 2018     | 36.034 | 2,26 | Zurab Yaparidze | Nuevo | 6.º      |

### Elecciones locales
| Elección | Votos  | %    | Representantes | +/–   | Coalición | Posición |
| -------- | ------ | ---- | -------------- | ----- | --------- | -------- |
| 2021     | 16.683 | 0,95 | 1/2068         | Nuevo |           | 15.º     |